# Ruskhöjden
Ruskhöjden är ett naturreservat i Sollefteå kommun i Västernorrlands län.
Området är naturskyddat sedan 1983 och är 25 hektar stort. Reservatet består av en gammal granskog med enstaka gamla och grova aspar, tallar och björkar.